# Parque Piedmont
Piedmont Park é uma área urbana de 189 acres em Atlanta, na Geórgia, localizado em Midtown, a norte do centro da cidade. Piedmont Park acolhe muitos dos festivais de Atlanta e eventos culturais.

## História
Inicialmente a área era propriedade de Benjamin Walker, que a utilizava como fazenda de veraneio para receber seus amigos e os políticos da época.
Como parque foi originalmente projetado por Joseph Forsyth Johnson para abrigar a maior exposição no parque no século XIX. A  Piedmont Exposition aberta em Outubro de 1887 para uma espécie de carnaval. O evento foi um sucesso foi repetido por mais sete anos até 1895.